# Impératrice Xiao Shu
L'impératrice Xiao Shu
(孝肅皇后) née le 30 octobre 1430 et morte le 16 mars 1504 est une impératrice consort chinoise de la dynastie Ming, mariée à l'empereur Ming Yingzong, mère de l'empereur Chenghua.